# Amata bipuncta
Amata bipuncta là một loài bướm đêm thuộc phân họ Arctiinae, họ Erebidae.